# Olympische Winterspiele 1968/Teilnehmer (Tschechoslowakei)
| Gelbes Symbol für Goldmedaillen mit stilisierten Olympischen Ringen | Graues Symbol für Silbermedaillen mit stilisierten Olympischen Ringen | Braundes Symbol für Bronzemedaillen mit stilisierten Olympischen Ringen |
| ------------------------------------------------------------------- | --------------------------------------------------------------------- | ----------------------------------------------------------------------- |
| 1                                                                   | 2                                                                     | 1                                                                       |

Die Tschechoslowakei nahm an den X. Olympischen Winterspielen 1968 im französischen Grenoble mit einer Delegation von 48 Athleten in acht Disziplinen teil, davon 41 Männer und 7 Frauen. Mit einer Goldmedaille, zwei Silbermedaillen und einer Bronzemedaille erreichte die Tschechoslowakei Platz zwölf im Medaillenspiegel.
Fahnenträger bei der Eröffnungsfeier war der Skispringer Jiří Raška, der auf der Normalschanze Olympiasieger wurde. Dies war die erste Goldmedaille der Tschechoslowakei bei Olympischen Winterspielen.

## Teilnehmer nach Sportarten

### Biathlon
- Pavel Ploc
20 km Einzel: 15. Platz (1:23:05,0 h)

- Ladislav Žižka
20 km Einzel: 55. Platz (1:35:45,3 h)

### Eishockey
Männer
| - Vlastimil Bubník - Josef Černý - Jiří Dolana - Vladimír Dzurilla - Jozef Golonka - František Gregor - Jiří Holík - Jaroslav Jiřík - Jan Klapáč | - Vladimír Nadrchal - Rudolf Potsch - Stanislav Prýl - Ladislav Šmíd - Stanislav Sventek - František Tikal - Miroslav Vlach - Jaroslav Walter |

- Silber

### Eiskunstlauf
Männer
- Marian Filc
10. Platz (1734,2)

- Ondrej Nepela
8. Platz (1772,8)

Frauen
- Hana Mašková
Bronze  (1828,8)

- Marie Víchová
21. Platz (1580,4)

Paare
- Liana Drahová & Peter Bartosiewicz
12. Platz (276,8)

- Bohunka Šrámková & Jan Šrámek
10. Platz (285,8)

### Nordische Kombination
- Tomáš Kučera
Einzel (Normalschanze/15 km): 4. Platz (434,14)

- Ladislav Rygl
Einzel (Normalschanze/15 km): 16. Platz (407,28)

### Rennrodeln
Männer, Einsitzer
- František Halíř
20. Platz (2:57,10 min)

- Jan Hamřík
15. Platz (2:56,06 min)

- Horst Urban
24. Platz (2:58,38 min)

- Roland Urban
27. Platz (2:59,03 min)

Männer, Doppelsitzer
- Jan Hamřík, František Halíř
14. Platz (1:42,10 min)

- Horst Urban, Roland Urban
12. Platz (1:40,48 min)

Frauen
- Dana Beldová
6. Platz (2:30,35 min)

- Oldřiška Tylová
11. Platz (2:31,65 min)

### Ski Alpin
Männer
- Jaroslav Janda
Abfahrt: 36. Platz (2:07,71 min)
Riesenslalom: 34. Platz (3:44,27 min)
Slalom: im Finale disqualifiziert

- Milan Pažout
Abfahrt: 35. Platz (2:07,45 min)
Riesenslalom: 27. Platz (3:40,32 min)
Slalom: im Finale disqualifiziert

Frauen
- Anna Mohrová
Abfahrt: 33. Platz (1:50,22 min)
Riesenslalom: disqualifiziert
Slalom: 18. Platz (1:35,96 min)

### Skilanglauf
Männer
- Jan Fajstavr
15 km: 23. Platz (50:46,5 min)
30 km: 22. Platz (1:40:05,1 h)
50 km: 28. Platz (2:39:25,3 h)
4 × 10 km Staffel: 9. Platz (2:19:51,3 h)

- Vít Fousek
30 km: Rennen nicht beendet
50 km: 39. Platz (2:45:09,8 h)
4 × 10 km Staffel: 9. Platz (2:19:51,3 h)

- Václav Peřina
15 km: 27. Platz (51:06,6 min)
30 km: 24. Platz (1:40:58,0 h)
50 km: Rennen nicht beendet
4 × 10 km Staffel: 9. Platz (2:19:51,3 h)

- Karel Štefl
15 km: 14. Platz (50:15,4 min)
30 km: 18. Platz (1:39:25,7 h)
4 × 10 km Staffel: 9. Platz (2:19:51,3 h)

### Skispringen
- Ladislav Divila
Normalschanze: 9. Platz (207,3)

- Rudolf Höhnl
Großschanze: 12. Platz (202,8)

- Zbyněk Hubač
Normalschanze: 19. Platz (203,6)
Großschanze: 25. Platz (188,6)

- Jiří Raška
Normalschanze: Gold  (216,5)
Großschanze: Silber  (229,4)

- František Rydval
Normalschanze: 12. Platz (206,8)
Großschanze: 27. Platz (184,8)